# Alfonso Cuarón
Alfonso Cuarón Orozco (n. 28 noiembrie 1961, Ciudad de México, Mexic) este un regizor, scenarist și producător de film mexican. 
Cuarón și-a făcut debutul în lungmetraj cu comedia romantică Sólo con tu pareja (1991) și a regizat adaptările cinematografice A Little Princess (1995) și Great Expectations (1998). Descoperirea sa a venit odată cu filmul de majorat Y tu mamá también (2001), care i-a adus o nominalizare la Premiul Oscar pentru cel mai bun scenariu original . El a câștigat o mai mare importanță regândind filmul fantastic Harry Potter și prizonierul din Azkaban (2004), drama distopică Children of Men (2006), drama științifico fantastică Gravity (2013) și drama semi-autobiografică Roma (2018). 
Alfonso Cuarón a câștigat patru premii Oscar, șapte premii Bafta și trei premii Globul de Aur
În mai 2015, Cuarón a fost ales președinte al juriului celui de- al 72-lea Festival Internațional de Film de la Veneția. El este primul regizor mexican care a câștigat premiul pentru cel mai bun director.
A câștigat în 2019 premiul Academiei pentru cea mai bună cinematografie datorită filmului Roma (2018)

## Biografie
Cuarón s-a născut în Mexico City , fiul lui Alfredo Cuarón, medic specializat în medicină nucleară, și al Cristina Orozco, biochimist farmaceutic.  Are o soră Christina și doi frați; Carlos, de asemenea, regizor de film,  și Alfredo, biolog de conservare.  Cuarón a studiat filozofia la Universitatea Națională Autonomă din Mexic și regia de film la Centro Universitario de Estudios Cinematográficos,  o școală din cadrul aceleiași universități. Acolo l-a întâlnit pe regizorul Carlos Marcovich și pe directorul de imagine Emmanuel Lubezki,  și au făcut primul său scurtmetraj, Vengeance Is Mine .

## Filmografie

### Filme artistice
| An   | Film                                     | Creditat ca | Creditat ca | Creditat ca | Creditat ca | Creditat ca      |
| An   | Film                                     | Regizor     | Scenarist   | Producător  | Editor      | Regizor asistent |
| ---- | ---------------------------------------- | ----------- | ----------- | ----------- | ----------- | ---------------- |
| 1986 | Les Pyramides Bleues                     |             |             |             |             | Da               |
| 1989 | Romero                                   |             |             |             |             | Da               |
| 1991 | Sólo con tu pareja                       | Da          | Da          | Da          | Da          |                  |
| 1995 | A Little Princess                        | Da          |             |             |             |                  |
| 1998 | Great Expectations                       | Da          |             |             |             |                  |
| 2001 | Y Tu Mamá También                        | Da          | Da          | Da          | Da          |                  |
| 2004 | Harry Potter and the Prisoner of Azkaban | Da          |             |             |             |                  |
| 2004 | Crónicas                                 |             |             | Da          |             |                  |
| 2004 | The Assassination of Richard Nixon       |             |             | Da          |             |                  |
| 2005 | Black Sun                                |             |             | Da          |             |                  |
| 2006 | Children of Men                          | Da          | Da          |             | Da          |                  |
| 2006 | Pan's Labyrinth                          |             |             | Da          |             |                  |
| 2007 | Year of the Nail                         |             |             | Da          |             |                  |
| 2008 | Rudo y Cursi                             |             |             | Da          |             |                  |
| 2013 | Gravity                                  | Da          | Da          | Da          | Da          |                  |

### Filme de scurt metraj
- Who's He Anyway (1983)
- Vengeance Is Mine (1983) Co-director
- Cuarteto para el fin del tiempo (1983)
- Paris, je t'aime (2006) (segment "Parc Monceau")
- The Shock Doctrine (2007) Co-writer and Producer (a short film directed by his son Jonás Cuarón, different than book with same name)[17]

### Filme documentare
- The Possibility of Hope (2007) scurt

### Televiziune
- La Hora Marcada (1986) (episodes "Ángel Pérez", "El taxi", "Zangamanga", "No estoy jugando" and "A veces regresa")
- Fallen Angels (1993) (episode "Murder, Obliquely")
- Believe (2014)

## Premii și nominalizări
| An   | Premiu                           | Categorie                                                                       | Recipient                                                    | Rezultat     |
| ---- | -------------------------------- | ------------------------------------------------------------------------------- | ------------------------------------------------------------ | ------------ |
| 2001 | Venice Film Festival             | Golden Lion                                                                     | Y tu mamá también                                            | Nominalizare |
| 2001 | Venice Film Festival             | Best Screenplay                                                                 | Y tu mamá también                                            | Câștigat     |
| 2003 | Academy Awards                   | Best Screenplay - Original                                                      | Y tu mamá también                                            | Nominalizare |
| 2003 | British Academy Film Awards      | Best Film Not in the English Language                                           | Y tu mamá también                                            | Nominalizare |
| 2003 | British Academy Film Awards      | Best Screenplay - Original                                                      | Y tu mamá también                                            | Nominalizare |
| 2003 | Independent Spirit Awards        | Best Foreign Film                                                               | Y tu mamá también                                            | Câștigat     |
| 2004 | British Academy Film Awards      | BAFTA Children's Award - Best Feature Film                                      | Harry Potter and the Prisoner of Azkaban                     | Câștigat     |
| 2004 | Saturn Awards                    | Best Director                                                                   | Harry Potter and the Prisoner of Azkaban                     | Nominalizare |
| 2005 | British Academy Film Awards      | Alexander Korda Award for Best British Film                                     | Harry Potter and the Prisoner of Azkaban                     | Nominalizare |
| 2006 | Venice Film Festival             | Golden Lion                                                                     | Children of Men                                              | Nominalizare |
| 2006 | Venice Film Festival             | Laterna Magica Prize                                                            | Children of Men                                              | Câștigat     |
| 2006 | Saturn Awards                    | Best Director                                                                   | Children of Men                                              | Nominalizare |
| 2007 | Academy Awards                   | Best Screenplay - Adapted                                                       | Children of Men                                              | Nominalizare |
| 2007 | Academy Awards                   | Best Editing                                                                    | Children of Men                                              | Nominalizare |
| 2007 | British Academy Film Awards      | Best Film Not in the English Language                                           | Pan's Labyrinth                                              | Câștigat     |
| 2007 | Independent Spirit Awards        | Best Feature                                                                    | Pan's Labyrinth                                              | Nominalizare |
| 2011 | British Academy Film Awards      | BAFTA Children's Award - First Light Awards - Kids' Vote for Film of the Decade | Harry Potter and the Prisoner of Azkaban                     | Câștigat     |
| 2011 | British Academy Film Awards      | Michael Balcon Award for Outstanding British Contribution to Cinema             | Harry Potter series (shared with Harry Potter cast and crew) | Câștigat     |
| 2013 | Venice Film Festival             | Future Film Digital Award                                                       | Gravity                                                      | Câștigat     |
| 2014 | Academy Awards                   | Best Picture                                                                    | Gravity                                                      | Nominalizare |
| 2014 | Academy Awards                   | Best Director                                                                   | Gravity                                                      | Câștigat     |
| 2014 | Academy Awards                   | Best Film Editing                                                               | Gravity                                                      | Câștigat     |
| 2014 | British Academy Film Awards      | Best Film                                                                       | Gravity                                                      | Nominalizare |
| 2014 | British Academy Film Awards      | Best Director                                                                   | Gravity                                                      | Câștigat     |
| 2014 | British Academy Film Awards      | Alexander Korda Award for Best British Film                                     | Gravity                                                      | Câștigat     |
| 2014 | British Academy Film Awards      | Best Original Screenplay                                                        | Gravity                                                      | Nominalizare |
| 2014 | British Academy Film Awards      | Best Editing                                                                    | Gravity                                                      | Nominalizare |
| 2014 | Directors Guild of America Award | Outstanding Directorial Achievement in Motion Pictures                          | Gravity                                                      | Câștigat     |
| 2014 | Golden Globe Awards              | Best Director                                                                   | Gravity                                                      | Câștigat     |
| 2014 | Producers Guild of America Award | Best Theatrical Motion Picture                                                  | Gravity                                                      | Câștigat     |
| 2014 | Critics' Choice Movie Award      | Best Director                                                                   | Gravity                                                      | Câștigat     |
| 2014 | Empire Awards                    | Best Director                                                                   | Gravity                                                      | Câștigat     |
| 2014 | Silver Condor Award              | Best Foreign Film                                                               | Gravity                                                      | În așteptare |